# Câmpia Turzii
Câmpia Turzii (bis 1925 Ghiriș-Arieș; deutsch Jerischmarkt, ungarisch Aranyosgyéres) ist eine rumänische Stadt in und liegt im Kreis Cluj in der Region Siebenbürgen.

## Geschichte
Câmpia Turzii wurde 1925 aus dem Zusammenschluss der Dörfer Ghiriș-Sâncrai und Ghiriș-Arieș gegründet. 2001 wurde die Stadt zum Munizipium erhoben. Im Jahr 2002 hatte die Stadt 26.865 Einwohner. In den folgenden Jahren war eine Abnahme der Einwohnerzahl zu verzeichnen. Bis 2011 war die Zahl auf 22.223 Einwohner zurückgegangen.

## Stadtteile
- Centru
- Șarât
- Sâncrai
- Lut
- Insulă
- Blocuri

## Militär
Die Rumänischen Luftstreitkräfte unterhalten hier einen ihrer vier Flugplätze, den Luftbasis 71 Emanoil Ionescu.

## Persönlichkeiten
- Mihai Viteazul (1558–1601), moldauischer Fürst, wurde in Câmpia Turzii ermordet.
- Mihai Adam (1940–2015), Fußballspieler
- Virginia Ruzici (* 1955), Tennisspielerin
- Andra (* 1986), Sängerin[5]

## Städtepartnerschaften
Câmpia Turzii pflegt Partnerschaften mit:
- Mohács in Ungarn (1994)
- Siemianowice Śląskie in Polen (2001)
- Putten in den Niederlanden (2001)
- La Salvetat-Saint-Gilles in Frankreich (2002)
- Kisbér in Ungarn (2006)
- Bayramiç in der Türkei (2006)
- San Fernando de Henares in Spanien (2010)